# Conetabil
Un conetabil este o persoană care deține un anumit mandat, cel mai frecvent în aplicarea legii penale. Biroul comisarului poate varia semnificativ în diferite jurisdicții. Un conetabil este de obicei rangul de ofițer în cadrul poliției. Alte persoane li se pot acorda puteri ale unui constabil fără a deține acest titlu.
Titlul de Conetabil (în franceză "connétable", provine din latinescul comes stabulari - "conte al grajdurilor") a fost atribuit între anii 1060 și 1627 primilor ofițeri ai casei regale din Franța, comandanți supremi ai forțelor armate. 